# 倉橋尚
倉橋 尚（くらはし ひさし、1890年（明治23年）9月11日 - 1976年（昭和51年）9月2日）は、大日本帝国陸軍軍人。最終階級は陸軍少将。

## 経歴
1890年（明治23年）に富山県で生まれた。陸軍士官学校第24期卒業。1939年（昭和14年）8月1日に陸軍歩兵大佐進級と同時に第22師団兵器部長に着任。1940年（昭和15年）3月に歩兵第60連隊長（第13軍・第15師団・第15歩兵団）に就任し、南京の警備に任じた。1943年（昭和18年）3月に第77師団司令部附となり、北海道帝国大学に配属された。
1945年（昭和20年）5月8日に海上機動第3旅団長（第5方面軍）に就任し、千島列島の守備に就いたが、第57軍（第2総軍・第16方面軍）への転用が決定し、鹿児島県指宿に司令部を置き、6月1日に独立混成第125旅団長に就任した。同年6月10日に陸軍少将進級。同旅団は第40軍隷下に編入され、指揮下の独立重砲兵第44大隊が保有する15cmカノン砲8門などの重火力編制を活かし、米軍の吹上浜への上陸に備えると共に、鹿児島湾の閉塞に任じた。
1947年（昭和22年）11月28日、公職追放仮指定を受けた。